# Vireó papamosques
El vireó papamosques (Pachysylvia muscicapina) és un ocell de la família dels vireònids (Vireonidae).

## Hàbitat i distribució
Habita la selva pluvial, a les terres baixes del sud de Veneçuela, Guaiana i Amazònia i centre del Brasil i nord-est de Bolívia.